# 32 Pułk Lotnictwa Rozpoznania Taktycznego

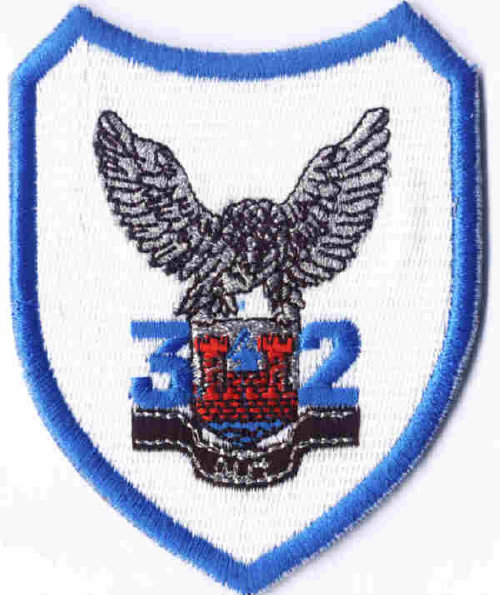
Godło 1 eskadry

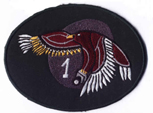
Godło 1 eskadry

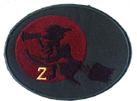
Godło 2 eskadry

32 Pułk Lotnictwa Rozpoznania Taktycznego – jednostka lotnicza Wojska Polskiego.

## Historia
- 1963 – sformowanie 32 Pułku Lotnictwa Rozpoznania Artyleryjskiego na lotnisku Sochaczew-Bielice;
- 19 lutego 1964 – 32 plra otrzymał w darze od społeczeństwa m. Kutno sztandar;
- 1983 – zmiana nazwy na 32 Pułk Lotnictwa Rozpoznania Taktycznego;
- 19 września 1997 – ostatni lot w 32 plrt[3] (MiG-21R nr 1912)
- sierpień 1998 – rozformowanie 32 plrt

## Odznaka pułkowa
Odznaka o wymiarach 43x35 mm w centrum posiada emaliowaną tarczę z herbem Sochaczewa. Po bokach tarczy herbowej duże niebieskie cyfry stanowiące numer pułku 32. Tarcza oraz cyfry oparte na czarnej taśmie sugerującą kliszę filmową z napisem plrt. Nad tarczą duży srebrny orzeł z rozpostartymi skrzydłami w locie. Odznakę zaprojektował Ryszard Bera, Andrzej Sawiński i Kazimierz Kuchnio.

## Dowódcy pułku
- 22 maja 1963 - 28 września 1971 – płk pil. Leon Krzeszowski
- 28 września 1971 - 4 grudnia 1972 – płk dypl. pil. Jerzy Rybicki
- 4 grudnia 1972 - 8 marca 1976 – płk dypl. pil. Mieczysław Ciesielski
- 8 marca 1976 - 11 kwietnia 1979 – ppłk dypl. pil. Zbigniew Molak
- 11 kwietnia 1979 - 12 grudnia 1981 – mjr dypl. pil. Zdzisław Domański
- 12 grudnia 1981 - 2 maja 1984 – mjr dypl. pil. Jan Pliszczyński
- 2 maja 1984 - 15 listopada 1989 – ppłk dypl. pil. Stefan Gąsecki
- 15 listopada 1989 - 9 sierpnia 1992 – ppłk dypl. pil. Eugeniusz Pawłowski
- 9 sierpnia 1992 - 23 grudnia 1992 – mjr dypl. pil. Krzysztof Zbroja
- 23 grudnia 1992 - 26 maja 1997 – mjr dypl. pil. Józef Kurczap
- 26 maja 1997 - 7 stycznia 1998 – kpt. dypl. pil. Marian Jeleniewski
- 7 stycznia 1998 - 25 czerwca 1998 – ppłk dypl. Marek Dębicki

## Struktura organizacyjna
- Dowództwo
  - Sztab
  - 1 eskadra lotnictwa rozpoznania taktycznego
  - 2 eskadra lotnictwa rozpoznania taktycznego
  - 3 eskadra lotnictwa rozpoznania taktycznego – rozwiązana w 1989 r.
  - batalion łączności i ubezpieczenia lotów.
  - batalion zaopatrzenia
  - eskadra techniczna
  - kompania fotograficzna

## Statki powietrzne
| Samoloty: - SBLim-1/SBLim-2A – 29 szt. - Lim-2/Lim-2R – 28 szt. - MiG-21PFM – 8 szt. - MiG-21R – 36 szt. - MiG-21US/MiG-21UM – 11 szt. - TS-8 Bies – 4 szt. - TS-11 Iskra – 9 szt. - An-2 – 4 szt. | Śmigłowce: - SM-1 – 10 szt. - SM-2 – 10 szt. - Mi-2 – 4 szt. |